# Erophaca baetica
Erophaca baetica là một loài thực vật có hoa trong họ Đậu. Loài này được (L.) Boiss. mô tả khoa học đầu tiên.

## Hình ảnh

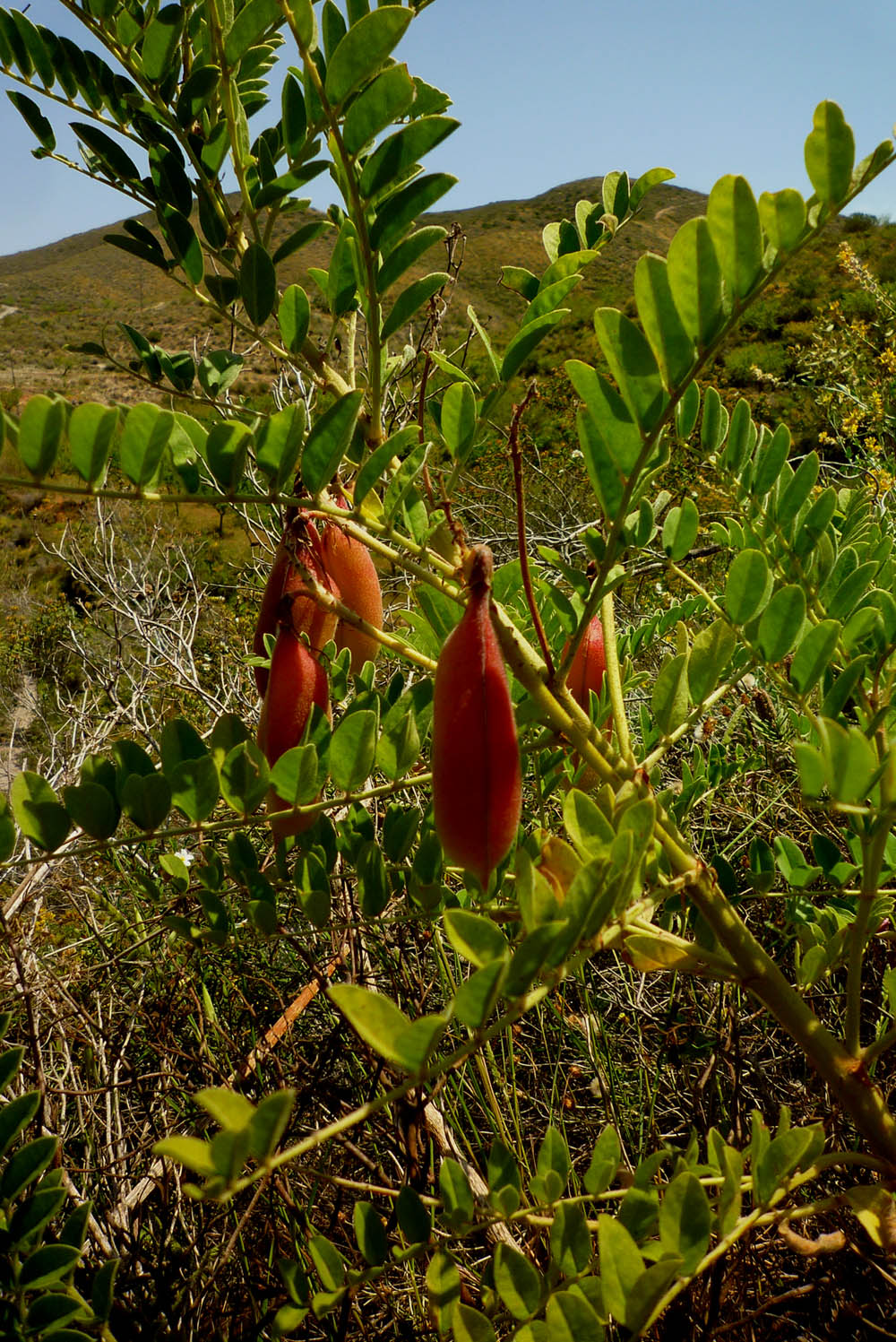